# Eimear Quinn
Pour les articles homonymes, voir Quinn.
Eimear Quinn est une chanteuse irlandaise née en 1972 à Dublin.

## Biographie
À 15 ans, elle étudie et pratique le chant au College of Music de Dublin. En 1995, elle rejoint Anúna, une chorale qui a pour répertoire les chants celtiques et qui a collaboré avec Riverdance. Elle est l’une des principales solistes pendant un an et demi lors de leurs concerts en Europe et enregistre deux albums avec eux. Elle se fait ainsi remarquer par le compositeur Brendan Graham qui l’invite à chanter sa composition pour le Concours Eurovision de la chanson en 1996.
The Voice, le titre, qu'elle exécute d'une voix éthérée, est dans le style de la chanson traditionnelle irlandaise et donne à l’Irlande sa septième victoire. La chanteuse porte une longue robe blanche avec des broderies dorées. Sur la pochette du cd deux titres en France, elle est, en revanche, en pantalon et veste de jean.
Après cette victoire, la chanteuse commence à écrire ses propres chansons et chante en Australie et en Europe ; on la voit sur des scènes prestigieuses telles que le Royal Albert Hall, le Sydney State Theatre le Forest National de Bruxelles. Elle fait beaucoup d’apparitions à la télévision et s’essaie aussi comme animatrice à la télévision et à la radio.
En 1998, elle participe à l'album arrangé Creid, du jeu vidéo Xenogears, composé par Yasunori Mitsuda. Elle chantera en gaélique sur la musique nommée Creid.
En 2001, elle coécrit son premier album solo, Through the Lens of a Tear, avec Pól Brennan qui est le frère d’Enya. Puis George Martin lui propose de collaborer avec Sarah Class, compositeur et pianiste.
Elle travaille également avec Carlos Núñez, sur son album Un Galicien en Bretagne. Elle écrit les paroles et chante sur le single Yann Derrien, qui atteint la dixième place du hit parade espagnol en 2003.
Eimear Quinn obtient un franc succès en Irlande avec Liam Lawton sur l’album Another World en 2004. Le titre Voice of an Angel est un tube radiophonique et 40 000 exemplaires de l’album sont vendus en Irlande.
En 2006, elle est la porte-parole irlandaise lors du Concours Eurovision de la chanson et une compilation  Gatherings voit le jour. L'année suivante, elle fait une tournée dans les cathédrales en Irlande et sort un album Oh Holy Night.

## Albums
- 2001, Through the Lens of a tear
- 2004, Voice of an Angel
- 2006, Gatherings
- 2007, Oh Holy Night
- 2020, Eriu